# لوسي ديفيس
لوسي ديفيس (بالإنجليزية: Lucy Davis)‏ ممثلة بريطانية، ولدت في 2 يناير 1973 في المملكة المتحدة. بدأت مشوارها المهني سنة 1995.

## أعمال

### أفلام
- (2004) شون أوف ذا ديد[4]
- (2017) المرأة الخارقة[5][6][7][8]

### مسلسلات
- إن سي آي إس
- كبرياء وتحامل
- مغامرات صابرينا المخيفة[9]

## وصلات خارجية
- لوسي ديفيس على موقع IMDb (الإنجليزية)
- لوسي ديفيس على موقع روتن توميتوز (الإنجليزية)
- لوسي ديفيس على موقع ألو سيني (الفرنسية)
- لوسي ديفيس على موقع ميوزك برينز (الإنجليزية)
- لوسي ديفيس على موقع أول موفي (الإنجليزية)
- لوسي ديفيس على موقع قاعدة بيانات الفيلم (الإنجليزية)
- لوسي ديفيس على موقع كينوبويسك (الروسية)
- لوسي ديفيس على موقع كينوبويسك (الروسية)